# Pteropus niger
La volpe volante maggiore delle Mascarene (Pteropus niger Kerr, 1792) è un pipistrello appartenente alla famiglia degli Pteropodidi, endemico dell'Isola di Mauritius, nell'Oceano Indiano.

## Descrizione

### Dimensioni
Pipistrello di grandi dimensioni, con la lunghezza della testa e del corpo tra 197 e 225 mm, la lunghezza dell'avambraccio tra 143 e 171 mm e un peso fino a 520 g.

### Aspetto
La pelliccia è lunga, schiacciata sulla schiena ed eretta sulla nuca ed il collo. I lati del dorso, della groppa e la testa sono bruno-giallastre, mentre la parte centrale del dorso, le parti ventrali e le spalle sono bruno-nerastre. Il muso è lungo ed affusolato, gli occhi sono grandi. Le orecchie sono piccole, nascoste parzialmente nella pelliccia e con una concavità sul bordo posteriore appena sotto l'estremità appuntita. Le ali sono nerastre ed attaccate lungo i fianchi del corpo. È privo di coda mentre l'uropatagio è ridotto ad una sottile membrana lungo la parte interna degli arti inferiori, insolitamente più sviluppato al centro.

## Biologia

### Comportamento
Si rifugia in gruppi tra il denso fogliame degli alberi. È una specie prevalentemente diurna. 

### Alimentazione
È una specie frugivora: si nutre di frutti di mango, litchi, longan, jackfruit, kapok, Terminalia catappa, Ravenala spp., Furcraea gigantea e altri alberi nativi della foresta.

### Riproduzione
Femmine con giovani quasi indipendenti sono state osservate a dicembre. Gli accoppiamenti avvengono in aprile, mentre le nascite avvengono probabilmente in ottobre. Le coppie si separano dal gruppo per potersi accoppiare altrove.

## Distribuzione e habitat
Questa specie è ristretta all'Isola di Mauritius, nell'Oceano Indiano. Una piccola colonia è stata reintrodotta nel 2007 sull'isola di Riunione.
Vive nelle foreste primarie o in aree con alberi sia nativi che introdotti.

## Tassonomia
In accordo alla suddivisione del genere Pteropus effettuata da Andersen, P. niger è stato inserito nello P. rufus species Group, insieme a P. rufus stesso, P. seychellensis, P. aldabrensis e P. voeltzkowi. Tale appartenenza si basa sulle caratteristiche di avere una membrana interfemorale molto sviluppata e sulla presenza di un ripiano basale nei premolari.

## Conservazione
La IUCN Red List, considerato il suo areale ristretto e in continuo degrado e lo scarso numero di individui adulti, classifica P. niger come specie in pericolo di estinzione (Endangered).